# Sergueï Mossine
Sergueï Ivanovitch Mossine (en russe : Сергей Иванович Мосин, 2 avril 1849-8 février 1902), est un ingénieur russe issu d'une famille d'officiers. Il est le concepteur du fusil Mosin-Nagant.

## Biographie
Mossine est né dans le raïon de Ramon, gouvernement de Voronej (Empire russe), en 1849. Il entre à l'académie militaire à l'âge de 12 ans où il excelle par ses qualités martiales. En 1867, il est reçu à l'École militaire Alexandrovskoïe. À son départ d'Alexandrovskoïe en 1870, il opte pour l'artillerie et est transféré à l'École d'artillerie Mikhailovskoïe.
En 1872, il est diplômé de l'école d'artillerie et enchaîne avec l'académie d'artillerie d'où il sort avec le grade de capitaine. Il est nommé à l'arsenal de Toula au sud de Moscou où il dirige la section usinage.
Mossine a dans cette usine un petit atelier. Cet homme est un perfectionniste, il travaille sur un projet qu'il a en tête depuis longtemps : la mise au point et la fabrication d'un nouveau fusil, qui, il l'espère, pourrait être la nouvelle arme que la Russie attend. Son fusil est terminé depuis un certain temps quand arrive Léon Nagant avec lequel il collaborera.
Serge Ivanovitch finit par atteindre le grade de colonel et est nommé directeur de l'arsenal de Sestroretsk. Il meurt le 8 février 1902 et est enterré à Toula.